# Kaycee, Wyoming
Kaycee är en småstad (town) i Johnson County i delstaten Wyoming i USA, med 263 invånare vid 2010 års folkräkning.

## Geografi
Kaycee ligger vid floden Powder Rivers mellersta källgren.

## Historia
Kaycee fick stadsrättigheter 1906 efter att ett postkontor och en lanthandel grundats på platsen. Staden döptes efter boskapsmärket "KC" som användes av den förste bosättaren i området, John Nolan. Vid registreringen av staden krävde myndigheterna att namnet stavades som det uttalas, "Kaycee".
Väster om Kaycee ligger Hole-in-the-Wall-passet i Bighorn Mountains, som användes av laglösa som gömställe och övervintringsplats under slutet av 1800-talet. Här fanns bland annat boskapsfållor och stall som olika gäng tillsammans bidrog till att bekosta. Kid Curry, Black Jack Ketchum och Butch Cassidys Wild Bunch uppehöll sig här under längre perioder. Timmerstugan där Wild Bunch och Sundance Kid höll möten med andra laglösa finns idag bevarad på Old Trail Town-museet i Cody.

## Kultur och sevärdheter
Kaycee har ett museum som behandlar boskapshållningens historia i regionen.

## Kommunikationer
Staden ligger vid motorvägen Interstate 25.

## Kända invånare
- Chris LeDoux (1948–2005), countrymusiker och rodeostjärna.
- Mark Gordon, republikansk politiker, Wyomings guvernör.
- Georgie Sicking, cowboypoet.